# Ghiacciaio Myers
Il ghiacciaio Myers (in inglese Myers Glacier) è un ghiacciaio vallivo lungo circa 11 km situato sull'isola Thurston, al largo della costa di Eights, nella Terra di Ellsworth, in Antartide. Il ghiacciaio, il cui punto più alto si trova a circa 160 m s.l.m., fluisce in direzione sud-ovest a partire dal versante meridionale monte Noxon fino ad entrare nello stretto Peacock, a sud dell'isola, andando così ad alimentare la piattaforma glaciale Abbot.

## Storia
Il ghiacciaio Myers è stato mappato grazie e fotografie aeree scattate dallo squadrone VX-6 della marina militare statunitense (USN) nel gennaio 1960 ed è stato così battezzato dal Comitato consultivo dei nomi antartici in onore del tenente Dale P. Myers, elicotterista della USN a bordo della USS Burton Island, che, nel febbraio 1960, effettuò diversi voli di esplorazione nei cieli dell'isola Thurston.